# 西鲁埃拉
西鲁埃拉，是西班牙埃斯特雷马杜拉巴达霍斯省的一个市镇。总面积203平方公里，总人口2380人（2001年），人口密度12人/平方公里。